# Azriel Uchmani
Azriel Uchmani-Schwarz, hebr. עזריאל אוכמני, ps. literackie „Azriel Hachejni”, „Ran Adi” (ur. 18 lutego 1907 w Sanoku, zm. 22 listopada 1978 w Izraelu) – izraelski poeta, eseista, tłumacz, krytyk literacki, wydawca, dyplomata.

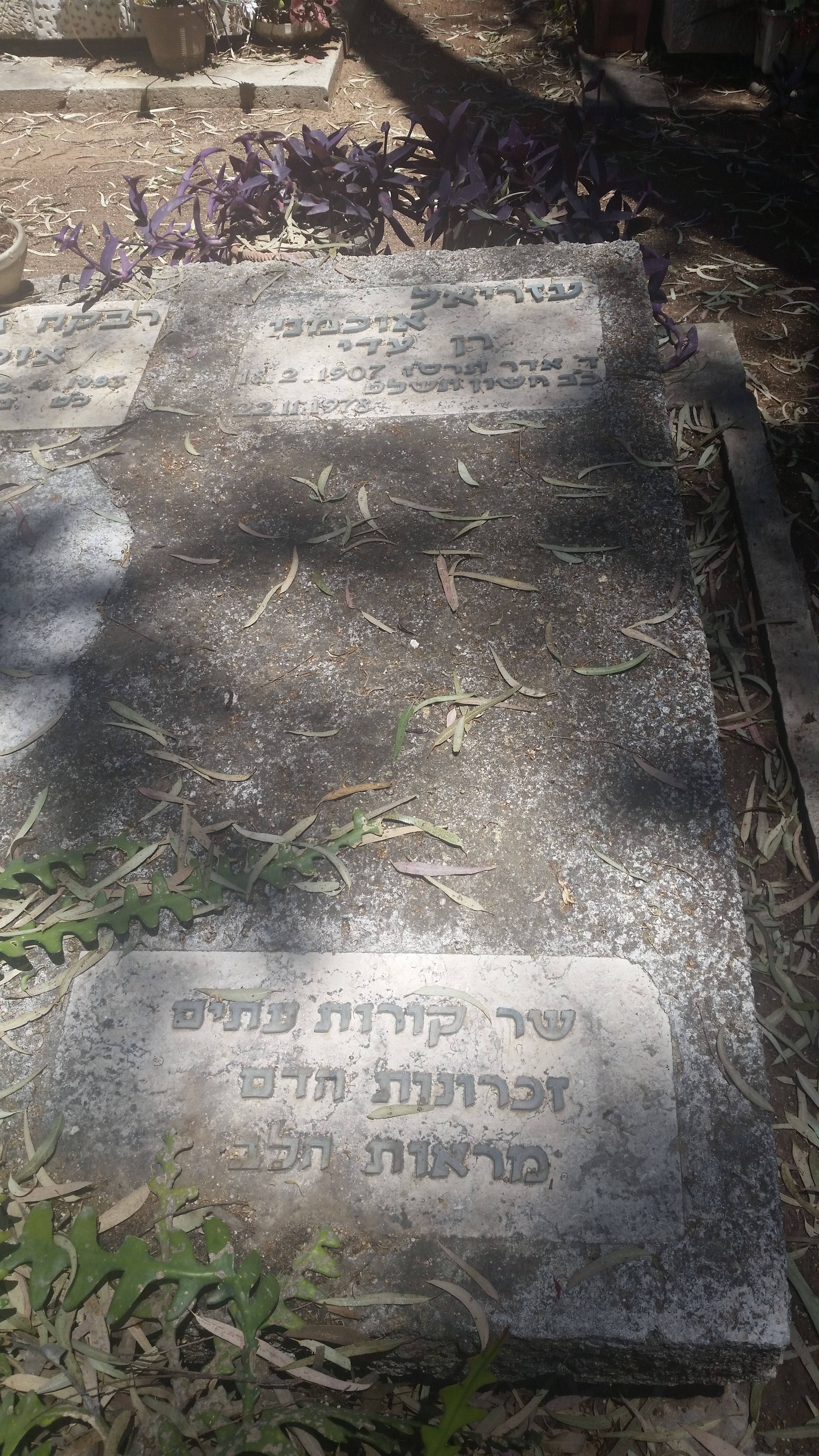
Grób Azriela Uchmani na cmentarzu w En Szemer

## Życiorys
Urodził się w 1907 w Sanoku. W rodzinnym mieście uczęszczał do chederu i jesziwy. Ukończył studia w seminarium rabinackim w Warszawie uzyskując tytuł rabina. Był członkiem ruchu Ha-Szomer Ha-Cair. Ukończył studia na wydziale rolniczym Uniwersytetu w Tuluzie. W 1932 osiadł w Palestynie i został członkiem kibucu En Szemer, wypełniając tam obowiązki gospodarskiej i rolnicze. Wraz z nim zamieszkała tam jego żona, także pochodząca z Sanoka Riwka Gurfein (1908-1983), również literatka.
Karierę literacką rozpoczął od początku lat 30 jako poeta, publikując jako Azriel Hachejni. Został redaktorem działu literackiego tygodnika „Ha-Szomer Ha-Cair”. Od 1943 do 1947 był sekretarzem redakcji dziennika „Al Hamiszmar”. Po utworzeniu państwa Izrael w 1948 został powołany z pracy redakcyjnej do służby dyplomatycznej PRL obejmując urząd radca poselstwa Izrael w Polsce. Pełnił także stanowisko kierownika Departamentu Kultury w Ambasadzie Izraela. W 1950 powrócił do pracy w kibucu. Od 1953 był redaktorem działu literatury pięknej w wydawnictwie Sifriat Poalim, ponadto współredaktorem miesięcznika Związku Literatów Izraelskich „Moznaim”. Był poetą, eseistą, tłumaczem, redaktorem wydawnictw antologii poezji i prozy, uważany za jednego z najwybitniejszych krytyków literackich Izraela. Pisał krytyczne eseje literatury polskiej (pisarzy takich jak Stefan Żeromski, Bruno Schulz, Władysław Broniewski, Marian Brandys, Leon Kruczkowski, Adolf Rudnicki). Działał na rzecz socjalizmu, później stał się krytyczny wobec Związku Sowieckiego oraz kultury Polski Ludowej. W latach 60. powrócił do pisania poezji, publikując pod pseudonimem Ran Adi.
Zmarł w 1978. Jego żona zadedykowała jego pamięci swoje przekłady twórczości Juliana Stryjkowskiego na język hebrajski.

## Publikacje
Tomiki poezji
- Noc w noc pogrążon w żałobie[1]
- Z chwili na chwilę z cudu w cud[1]

Wydawca
- Szekspir (Adolf Rudnicki)[1]
- Idzie skacząc po górach (Jerzy Andrzejewski)[1]
- Szekspir (Adolf Rudnicki)[1]
- Gniew i serce (antologia współczesnej noweli polskiej)[1]
- Treść i formy (1978, dwa tomy leksykonu pojęć literackich)[1]

Przekłady
- Bramy raju (Jerzy Andrzejewski)[1]